# Rudolf Petershagen

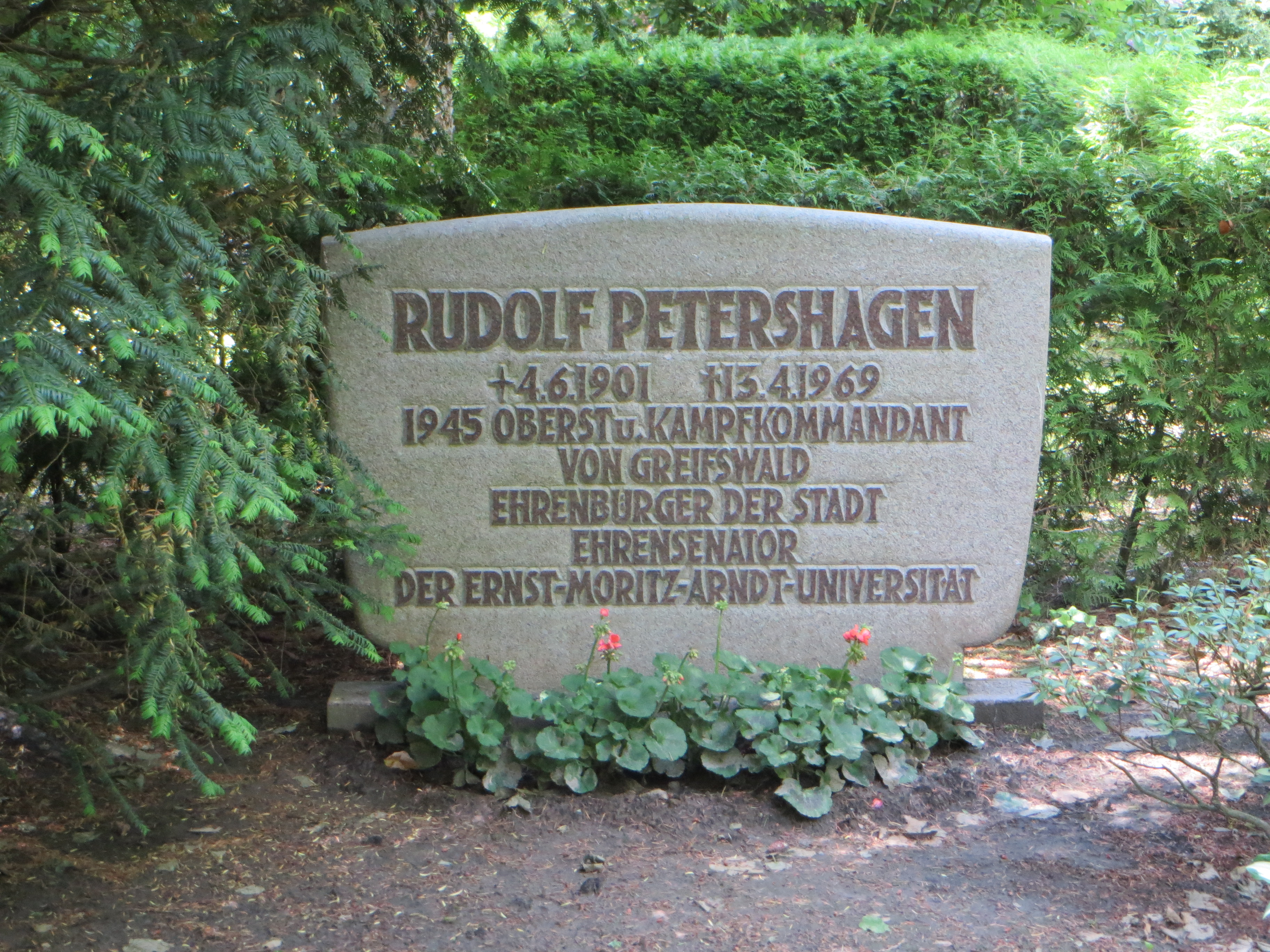
Grabstein auf dem Neuen Friedhof in Greifswald

Rudolf Petershagen (* 4. Juni 1901 in Altona; † 13. April 1969 in Greifswald) war im Zweiten Weltkrieg als Offizier der deutschen Wehrmacht Stadtkommandant von Greifswald, das er durch kampflose Übergabe vor der Zerstörung durch sowjetische Truppen bewahrte.

## Leben als Soldat
Rudolf Petershagen entstammte einer Hamburger Kaufmannsfamilie. Sein Vater war Prokurist. Bereits als Abiturient diente er als Soldat im Freikorps „Sturmbataillon Schmidt“, das später in die Reichswehr übernommen wurde. Nachdem er 1921 das Abitur abgelegt hatte, wurde er an der Kriegsschule München ausgebildet. 1924 wurde er zum Leutnant und 1934 zum Oberleutnant ernannt.
Im Frühjahr 1935 heiratete Rudolf Petershagen die aus adligen Kreisen stammende Angelika von Lindequist in Potsdam, kirchliche Trauung war in der Garnisonkirche.
1937 wurde er zugleich mit der Beförderung zum Hauptmann als Kompaniechef in das Infanterieregiment 92 nach Greifswald versetzt. Dort bezog das Paar 1938 ein Offiziershaus.

## Soldat im Zweiten Weltkrieg
Als Kompaniechef war Petershagen 1938 an der Besetzung der Tschechoslowakei beteiligt. Im Sommer 1939 wurde er außerplanmäßig zum Major befördert. In der ersten Zeit nach Beginn des Zweiten Weltkrieges gehörte Petershagen zum Stab der Ersatzdivision in Stettin, wurde nach Frankreich versetzt und kämpfte auf dem Balkan.
Während des Krieges gegen die Sowjetunion wurde er mit seinem Bataillon bei der ersten Schlacht um Charkow eingeschlossen. Er ließ sich mit seinem Bataillon nicht befehlsgemäß überrollen, sondern wagte erfolgreich den Ausbruch. Dafür erhielt er das Ritterkreuz des Eisernen Kreuzes, wurde zum Oberst befördert und wurde Kommandeur des Greifswalder Panzergrenadierregiments 92. Mit seiner Einheit nahm er an der Schlacht von Stalingrad teil. Er wurde schwer verwundet und aus Stalingrad ausgeflogen.
Petershagen kam in ein Lazarett nach Greifswald. Nach langwieriger Genesung war er nicht mehr frontdiensttauglich und war ab 1943 „Standortältester“ in Greifswald.

## Stadtkommandant von Greifswald
Am 1. Januar 1945 wurde er zum Stadtkommandanten von Greifswald ernannt. Zu dieser Zeit hatte sich um den Rektor der Universität Greifswald ein Kreis gebildet, der Pläne für die kampflose Übergabe der Stadt an die Rote Armee überlegte. Es gelang der Gruppe, Petershagen für ihr Vorhaben zu gewinnen.

## Übergabe von Greifswald
In der Nacht vom 29. zum 30. April 1945 fuhr eine Parlamentärdelegation den feindlichen Linien entgegen. Die Gruppe bestand unter anderem aus dem Rektor der Universität Carl Engel, dem Direktor der Medizinischen Universitätsklinik Gerhardt Katsch und dem stellvertretenden Stadtkommandanten Oberst Max Otto Wurmbach. Während der nächtlichen Verhandlungen im brennenden Anklam gelang es den Parlamentären, den sowjetischen General davon zu überzeugen, dass sich Greifswald kampflos ergeben werde. Der sowjetische Angriff stand unmittelbar bevor und in Greifswald waren wichtige Gebäude mit Sprengladungen versehen.
Im Gegensatz zu den Nachbarstädten Anklam und Demmin wurde Greifswald so vor der Zerstörung gerettet.
Während Engel, Katsch und die Militärs Petershagen und Wurmbach zur nationalsozialistischen Führungsschicht zählten, hatten in Greifswald damals schon Mitglieder einer Widerstandsgruppe um den Kommunisten Hugo Pfeiffer, den Wiecker Pastor Gottfried Holtz und den stellvertretenden Oberbürgermeister Siegfried Remertz seit längerem Vorarbeit für eine solche Kapitulation geleistet. Eine 2011 enthüllte Tafel im Greifswalder Rathaus erinnert an die Rolle von 18 Bürgern bei der Kapitulation und Rettung der Stadt, darunter Petershagen.

## Nach 1945
1945 bis 1948 kam Petershagen in sowjetische Kriegsgefangenschaft. Nach seiner Entlassung 1948 kehrte er nach Greifswald zurück.
Zunächst wirkte Rudolf Petershagen in Greifswald beim Aufbau der Nationaldemokratischen Partei (NDPD) mit, die als politische Heimat ehemaliger Offiziere der Wehrmacht und bekehrter Mitläufer der Nationalsozialisten galt. Später wurde er Kreisvorsitzender dieser Partei. 1950 wurde Petershagen Greifswalder Stadtrat und kurz darauf Kreisrat auf der Ostseeinsel Usedom.
Anlässlich einer Reise 1951 nach München wurde Petershagen vom  United States Army Criminal Investigation Command verhaftet und von einem amerikanischen Militärgericht zu zweimal sechs Jahren Zuchthaus wegen Beihilfe zur Spionage verurteilt, von denen er vier Jahre in München, Landsberg und Straubing absaß. Während der Haft wurde Petershagen von Vertretern des amerikanischen Geheimdienstes dazu gedrängt, die DDR zu verlassen. Dafür bot man ihm Freiheit und eine Pension als Oberst. Petershagen lehnte das Angebot ab. Er wurde 1955 begnadigt und gegen einen Gefangenen in der DDR ausgetauscht.
Nach seiner Rückkehr 1955 ernannte ihn die Stadt Greifswald zum Ehrenbürger. In der DDR wurde er zur „mythischen Figur“, Symbol für die Rettung Greifswalds und streitbarer Kämpfer gegen die Aufrüstung der Bundesrepublik unter Konrad Adenauer. Andere Akteure wurden dabei in den Hintergrund gedrängt, darunter Katsch, der bei der 500-Jahr-Feier 1956 Rektor der Universität war, und der Kommunist und nach dem Krieg zeitweilige Oberbürgermeister von Greifswald Hugo Pfeiffer, der mit seiner Partei in Konflikt geraten war. Engel, Bürgermeister Richard Schmidt und Remertz starben zuvor im sowjetischen Internierungslager Fünfeichen. 1956 wurde Petershagen zum Ehrensenator der Ernst-Moritz-Arndt-Universität berufen, die erhoffte Ehrendoktorwürde erhielt er allerdings nie. Danach bekleidete er weniger bedeutende politische Ehrenämter und arbeitete überwiegend als freischaffender Schriftsteller. Er war inoffizieller Mitarbeiter des MfS, das er seinerseits für seine Zwecke zu benutzen versuchte.
Petershagens Grab befindet sich auf dem Neuen Friedhof in Greifswald. Zu seiner Beerdigung 1969 kamen Hunderte, darunter Vertreter aller DDR-Parteien.

## Ehrungen
Nach Rudolf Petershagen wurde die Rudolf-Petershagen-Allee in Greifswald benannt. Im Jahr 1956 wurde er für seine Tat mit der Ernst-Moritz-Arndt-Medaille geehrt. Sein 1957 erschienener autobiographischer Bericht Gewissen in Aufruhr war ein Bestseller mit 23 Auflagen und wurde 1961 als fünfteilige Miniserie von der DEFA für den Deutschen Fernsehfunk  mit Erwin Geschonneck in der Hauptrolle verfilmt. Für ihre Mitwirkung an diesem Film wurden er und seine Frau 1961 mit dem Vaterländischen Verdienstorden in Silber ausgezeichnet.

## Darstellung Petershagens in der bildenden Kunst der DDR
- Hans Prütz: Rudolf Petershagen (1950er/1960er Jahre; Büste, mutmaßlich Bronze; Verbleib unbekannt)

## Publikationen
- Gewissen in Aufruhr. Verlag der Nation, Berlin 1957, 23. Aufl. 1988, ISBN 3-373-00221-4.
- Das Leben ist kein Würfelspiel. Verlag der Nation, Berlin 1961.
- Matthias Schubert: Die kampflose Übergabe von Greifswald am 30. April 1945: Erinnerungen an und von Paul Grams. In: Zeitgeschichte Regional, 19. Jahrgang, Heft 2, Dezember 2015, Herausgeber Geschichtswerkstatt Rostock e. V., S. 69–80.